# Geologische Bundesanstalt
Die Geologische Bundesanstalt (GBA) in Wien (3. Bezirk) war der geologische Dienst Österreichs. Als eine dem Bundesministerium für Bildung, Wissenschaft und Forschung (BMBWF) nachgeordnete Dienststelle diente sie der Bundesrepublik und deren staatlichen Aufgaben als zentrale Informations- und Beratungsstelle im Fachbereich der Geowissenschaften.
Das wichtigste Produkt der GBA waren geologische Karten. Sie erschienen in verschiedenen Maßstäben als sogenannte Blattschnittskarten, in besonderen Fällen auch als Gebietskarten. Sie bildeten die Grundlage für die Beantwortung vieler praxisbezogener Fragestellungen (Gesteine und Tektonik, Lagerstätten mineralischer Rohstoffe, Sedimente, Deponien, Hydrogeologie und Wasserversorgung, spezielle Verkehrswege, …) und auch für die Forschung. Die GBA befindet sich im Bezirk Wien-Landstraße.
Mit 1. Jänner 2023 fusioniert die Geologische Bundesanstalt mit der Zentralanstalt für Meteorologie und Geodynamik (ZAMG) zur neuen Bundesanstalt GeoSphere Austria.

## Geschichte

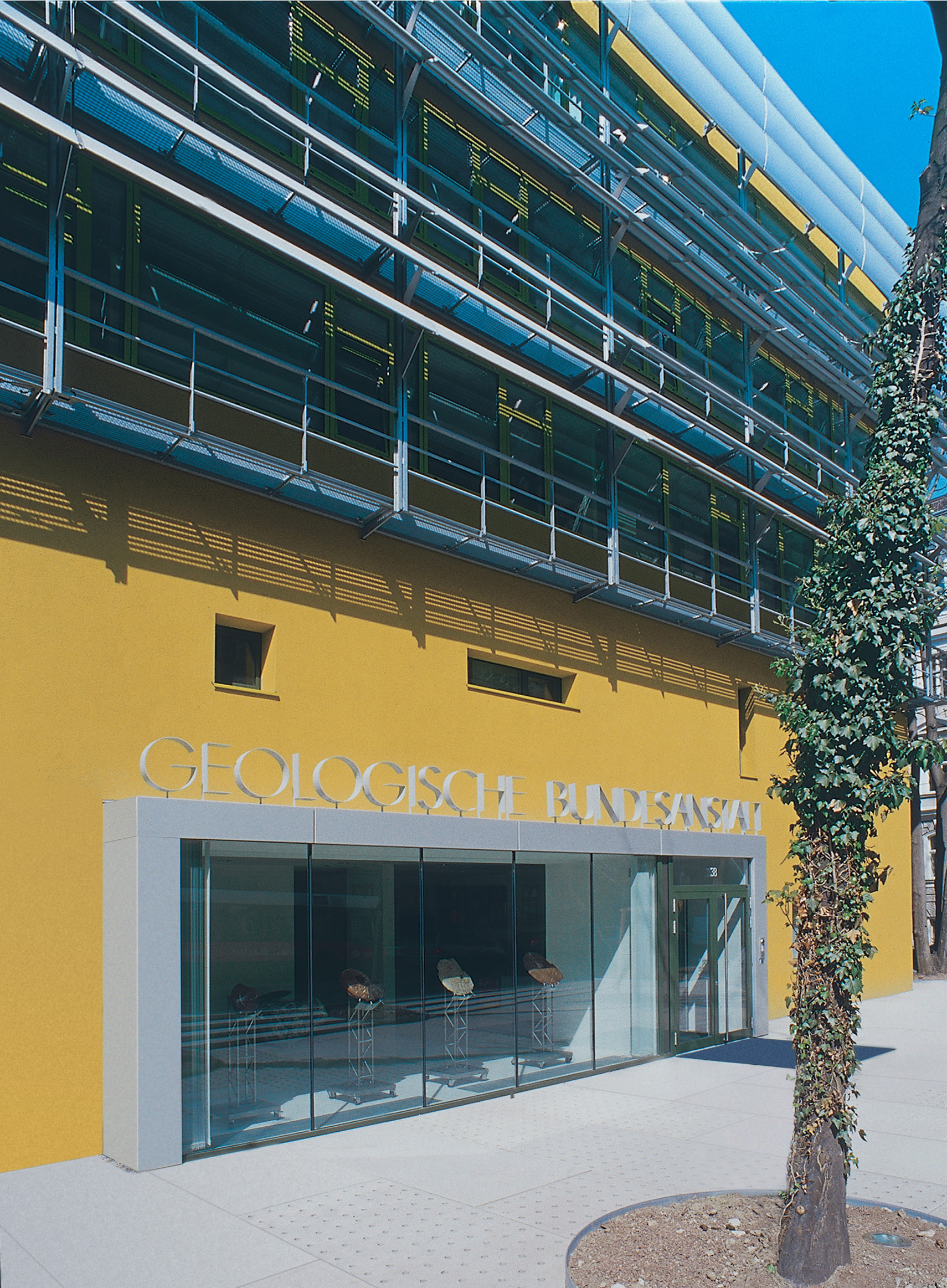
Die Geologische Bundesanstalt

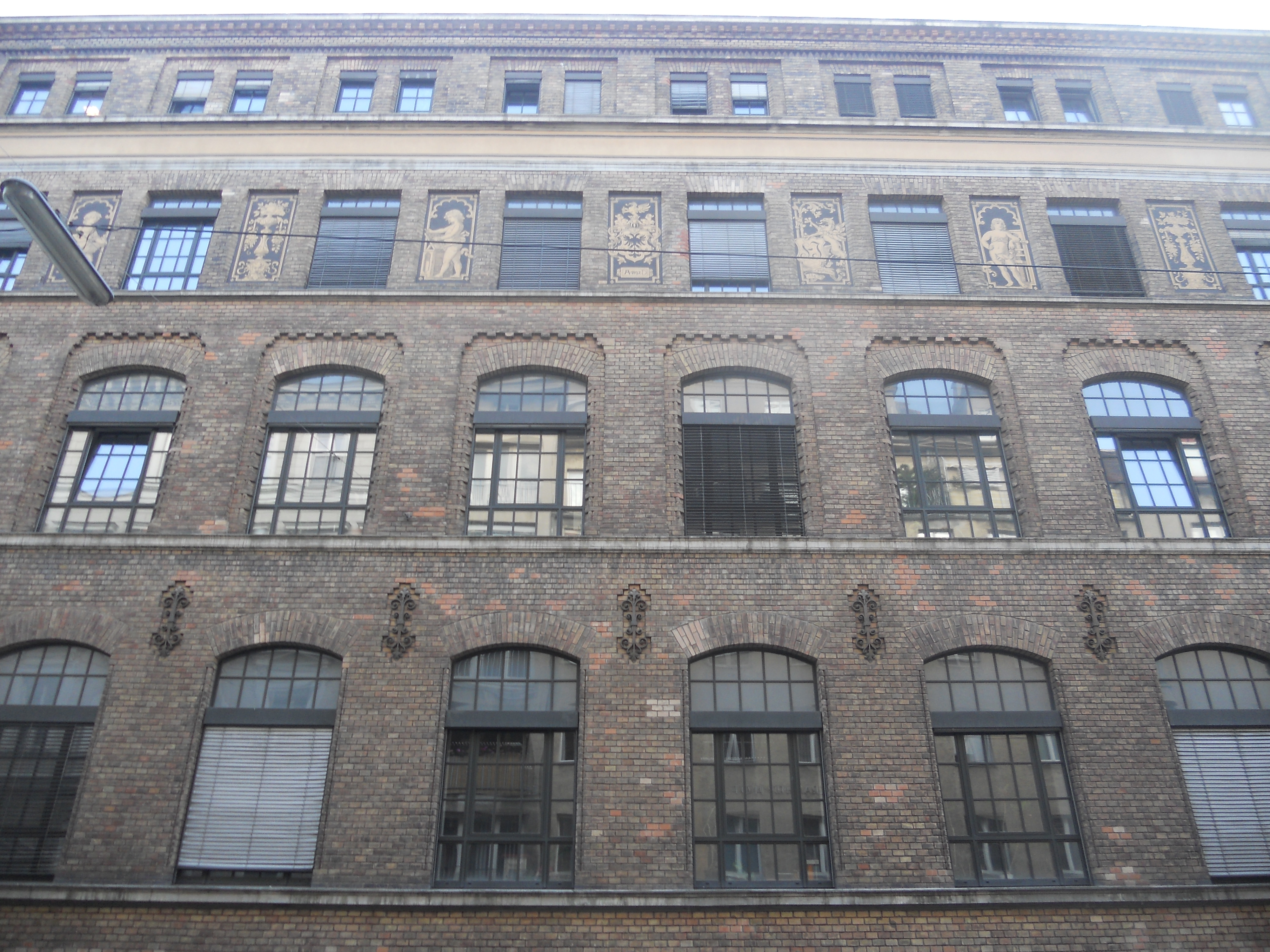
Haus Tongasse 10–12, älteres Gebäude der Anstalt, erbaut 1892 von Julius Deininger

Die Ursprünge der GBA gehen zurück auf das Montanistische Museum, das 1835 am Heumarkt in Wien gegründet wurde und unter anderem als Sammlung von Mineralien, Gesteinen und Erzproben und als Lehranstalt für Absolventen der Bergakademien fungierte. 1840 wurde Wilhelm Haidinger der Leiter des Museums, der 1847 für die Erstellung der ersten geognostischen Karte des österreichischen Kaiserreichs verantwortlich war. Durch Haidinger erlangte die Geologie stärkere Bedeutung. So kam es am 22. Oktober 1849 zum Vorschlag des Ministers für Landescultur und Bergwesen, Ferdinand Edler von Thinnfeld, die eigenständige kaiserlich-königliche geologische Reichsanstalt (GRA) zu gründen. Kaiser Franz Joseph bewilligte am 15. November 1849 den Vorschlag seines Ministers. Wilhelm Haidinger als erster Direktor dieser Forschungsbehörde wurde durch den Kaiser am 29. November 1849 in diese Funktion berufen.
Die Anstalt befand sich von ihrer Gründung an bis 2005 im Palais Rasumofsky in der Rasumofskygasse. Im Februar 2005 übersiedelte sie in die Neulinggasse 38, direkt neben der S1-Schnellbahnstrecke, deren Trasse im ehemaligen Wiener Neustädter Kanal verläuft. Die Gebäude sind eine Synthese aus adaptierten Gebäuden der ehemaligen Veterinärmedizinischen Universität Wien und einem Neubau (Architekt Stefan Hübner).
Mit 1. Jänner 2023 wurden die Geologische Bundesanstalt mit der Zentralanstalt für Meteorologie und Geodynamik zur GeoSphere Austria fusioniert.

### Direktoren
Jeweils mit Wirkungsdauer als Direktor

#### k.k. geologische Reichsanstalt, seit 1849
- Wilhelm von Haidinger, 1849–1866 (Gründungsdirektor)
- Franz von Hauer, 1866–1885
- Dionýs Štúr, 1885–1892
- Guido Stache, 1892–1902
- Emil Tietze, 1902–1919

#### Geologische Staatsanstalt, seit 1919
- Georg Geyer, 1919–1923

#### Geologische Bundesanstalt, seit 1922
- Georg Geyer, 1919–1923
- Wilhelm Hammer, 1924–1935
- Otto Ampferer, 1935–1937
- Gustav Götzinger, 1938

#### Geologische Landesanstalt für Österreich, 1938/1939 → Zweigstelle Wien der Reichsstelle (später „Reichsamt“) für Bodenforschung
- Heinrich Beck, kommissarischer Leiter des nunmehrigen Reichsamts für Bodenforschung, Zweigstelle Wien, 1938–1941
- Franz Lotze, 1941–1945

#### Geologische Bundesanstalt, seit 1945
- Gustav Götzinger, 1945–Januar 1950
- Heinrich Küpper, 1950–1969
- Anton Ruttner, 1969–1973
- Felix Ronner, 1974–1982
- Traugott Erich Gattinger, 1983–1993
- Hans Peter Schönlaub, 1993–2009
- Peter Seifert, 2009–2019
- Robert Supper (provisorischer Direktor), 2019–2022

### Weitere Mitarbeiter
Siehe Kategorie:Mitarbeiter der Geologischen Bundesanstalt einschließlich ihrer Vorgängerinstitutionen

## Gesetzliche Grundlagen
Die wichtigste gesetzliche Grundlage für die Geologische Bundesanstalt (GBA) bildete das österreichische Forschungsorganisationsgesetz (FOG), das die wesentlichsten Aufgaben aufgezählt.
Weitere, für die Tätigkeiten der GBA relevante gesetzliche Bestimmungen waren im Bundesgesetz über die Durchforschung des Bundesgebietes nach nutzbaren Mineralien (Lagerstättengesetz) und im Mineralrohstoffgesetz enthalten.
Die Teilrechtsfähigkeit ermöglichte die Ausführungen von Projekten auf privatwirtschaftlicher Basis. Schwerpunkte der projektorientierten Arbeiten waren Fragestellungen aus dem Bereich der Angewandten Geowissenschaften, insbesondere der Mineralischen Rohstoffe.
Im grenznahen Bereich kooperierte die GBA mit geologischen Diensten der Nachbarstaaten (Deutschland, Tschechien, Slowakei, Slowenien und Ungarn). Darüber hinaus bestanden Abkommen mit den geologischen Diensten von Polen und Kroatien.

## Organisationsform
Die Leitung der GBA erfolgte durch den Direktor; ihm zur Seite stand die „Stabsstelle für internationale Kooperation und Öffentlichkeitsarbeit“. Die weitere Gliederung orientierte sich an Hauptabteilungen (Geologische Landesaufnahme, Angewandte Geowissenschaften, Informationsdienste) diese waren in weitere Fachabteilungen untergliedert, die die operative Durchführung der Aufgaben übernehmen. Thematische Schwerpunkte existierten auf den Gebieten der Geologie (Sedimentgeologie und Kristallingeologie), der Paläontologie, der Geochemie, der Geophysik, der Hydrogeologie, der Ingenieurgeologie und der Rohstoffgeologie. Die Herstellung geologischer Karten erfolgte ausschließlich mit Hilfe Geographischer Informationssysteme (GIS), der Vertrieb der geologischen Karten und Publikationen (Jahrbuch der Geologischen Bundesanstalt, Archiv für Lagerstättenforschung der Geologischen Bundesanstalt, Abhandlungen der Geologischen Bundesanstalt etc.) erfolgte über einen eigenen Verlag.

## Dienstleistungen
Die Hauptdienstleistung der GBA war die Erstellung, Analyse und Publikation von geologischen Karten und anderen Geodaten.
- Das Standard-Kartenwerk der GBA war die Geologische Karte der Republik Österreich (GÖK) 1:50 000 (teils 1:25 000). Es entspricht im Blattschnitt der amtlichen topographischen Österreichischen Karte (ÖK) 1:50 000 des Bundesamtes für Eich- und Vermessungswesen.
- Daneben wurden die Geologische Übersichtskarte der österreichischen Bundesländer im Maßstab 1:200 000, die Geologische Übersichtskarte der Republik Österreich 1:2 000 000 sowie weitere Übersichtskarten in größeren Maßstäben (1:500 000, 1:1 Mio., 1:1,5 Mio.) erstellt. Daneben wurden die Provisorischen geologischen Karten (GEOF@ST) 1:50 000 publiziert, Bestandsaufnahmen diverser älterer geologischer Landesaufnahmen, die noch nicht den modernen Kriterien der Systematik und Legendenausscheidung der GÖK entsprechen, aber trotzdem zugänglich gemacht werden sollten.
- Weitere geowissenschaftliche Kartenwerke waren die Untergrundkarte in Vorfeld der Alpen 1:20 000, die Metallogenetische Karte 1:500 000, der Bergbau-/Haldenkataster 1:25 000 (1:5000) (in Zusammenarbeit mit der Fachabteilung  Rohstoffgeologie), der Geochemische Atlas von Österreich 1:1 000 000 und die Hydrogeologische Karte Österreichs 1:500 000.
- Wichtige Datensätze betrafen geologische Aufnahmen und Erhebungen zu Baurohstoffen und Lockergesteinen, Messungen mit Aeromagnetik, bodengestützter Magnetik und Geothermie (mit der Fachabteilung Geophysik) und mit Gammastrahlenspektroskopie (natürliche Hintergrundstrahlung), ferner die Prospektion von Erdöl und Erdgas, Messungen zu alpinen Massenbewegungen.
- Zu den GBA-Daten gehörten auch Beiträge zum  Hydrologischen Atlas Österreich (HAÖ, in Kooperation mit dem Lebensministerium), Untersuchungen zum Themenkomplex Thermal- und Mineralwasser, der  hydrochemische geogene Hintergrundwert diverser Elemente und Verbindungen in Grundwasserkörper (GeoHint), sowie die Kartierung der Geotope Österreichs als Naturdenkmale.

Sämtliche Publikationen wurden online auf der GBA-Webseite zugänglich gemacht, das Archiv reicht zurück bis ins Jahr 1919.
Das zweite Standbein war die Bibliothek der Dienstleistungseinrichtungen der GBA. Sie war die größte erdwissenschaftliche Bibliothek Österreichs und verwaltet mehr als 360.000 bibliothekarische Einheiten. Teil der Bibliothek waren auch die Sondersammlungen (Kartensammlung, Wissenschaftliches Archiv, Grafische Sammlung und Audiovisuelle Medien). Sie war die zentrale Sammel- und Dokumentationsstelle geowissenschaftlicher Fachliteratur über Österreich und stand der allgemeinen Öffentlichkeit zur Verfügung.

## Haidinger-Medaille
Die Haidinger Medaille war die höchste Auszeichnung der Geologischen Bundesanstalt. Sie wurde erstmals 1856 dem Gründer der kaiserlich-königlichen Geologischen Reichsanstalt Wilhelm Ritter von Haidinger von seinen Freunden verliehen. Danach fand keine weitere Verleihung bis zur 100-Jahr-Feier statt, als Heinrich Küpper die Medaille als Anerkennung für Leistungen in angewandter Geologie durch Geologen der Bundesanstalt wieder einführte. Sie wurde nicht an hauptamtliche Mitglieder der geologischen Bundesanstalt verliehen. Sie wurde in Jahren verliehen, die im Zehn- oder Fünfundzwanzig-Jahres-Abstand zur Gründung der geologischen Bundesanstalt lagen.
Preisträger:
- 1951 Wilhelm Petrascheck, Josef Schadler, Josef Stini
- 1973 Bundesanstalt für Bodenforschung
- 1975 Alois Kieslinger, Andreas Thurner, Eberhard Clar, Kingsley Dunham, Robert Janoschek
- 1979 Hermann Stowasser, Othmar Michael Friedrich
- 1985 Georg Horninger, Leopold Müller, Josef Zötl, Arthur Kröll
- 1989 Godfrid Wessely
- 1999 John Davis (University of Kansas)
- 2009 Leopold Weber, Kurt Decker